# Schistomeringos longicornis
Schistomeringos longicornis är en ringmaskart som först beskrevs av Ehlers 1901.  Schistomeringos longicornis ingår i släktet Schistomeringos och familjen Dorvilleidae.
Artens utbredningsområde är Mexikanska golfen. Inga underarter finns listade i Catalogue of Life.